# Тарханкутський півострів
45°25′00″ пн. ш. 32°40′00″ сх. д. / 45.41666667° пн. ш. 32.66666667° сх. д.

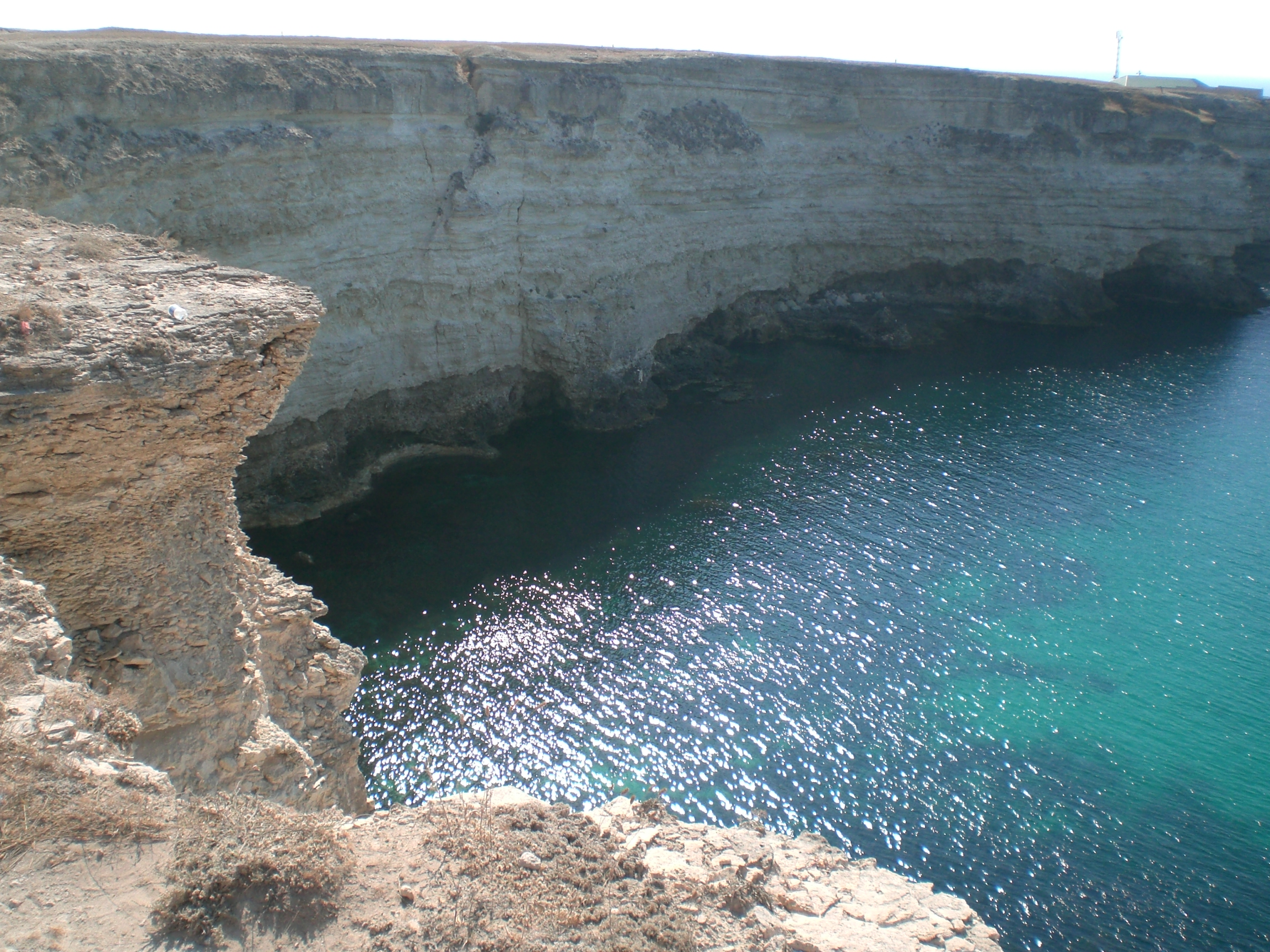
Західне узбережжя Тарханкута

Тарханку́тський піво́стрів (крим. Tarhanqut yarımadası) — західна частина Кримського півострова, що закінчується на південному заході Тарханкутським рогом.

## Загальний опис
Площа півострова 1550 км². Тарханкутський півострів складається переважно з неогенових вапняків. Є горбистою рівниною, з висотами до 179 м, розчленовану долинами й балками. У понижених ділянках знаходяться солоні озера (Донузлав та інші). Рослинність степова, в улоговинах — чагарникові зарості.
На території Тарханкутського півострова є залишки давньогрецьких поселень, найбільше з яких — давньогрецький поліс Калос-Лімен, скіфські могильники. На мисі Тарханкут розташований Тарханкутський маяк — стародавній маяк висотою 42 м, споруджений із білого інкерманського вапняку в 1816 році. Відома пам'ятка природи — Джангульське зсувне узбережжя з численними мальовничими скелями, обвалами й осипами, розташоване біля села Оленівка.

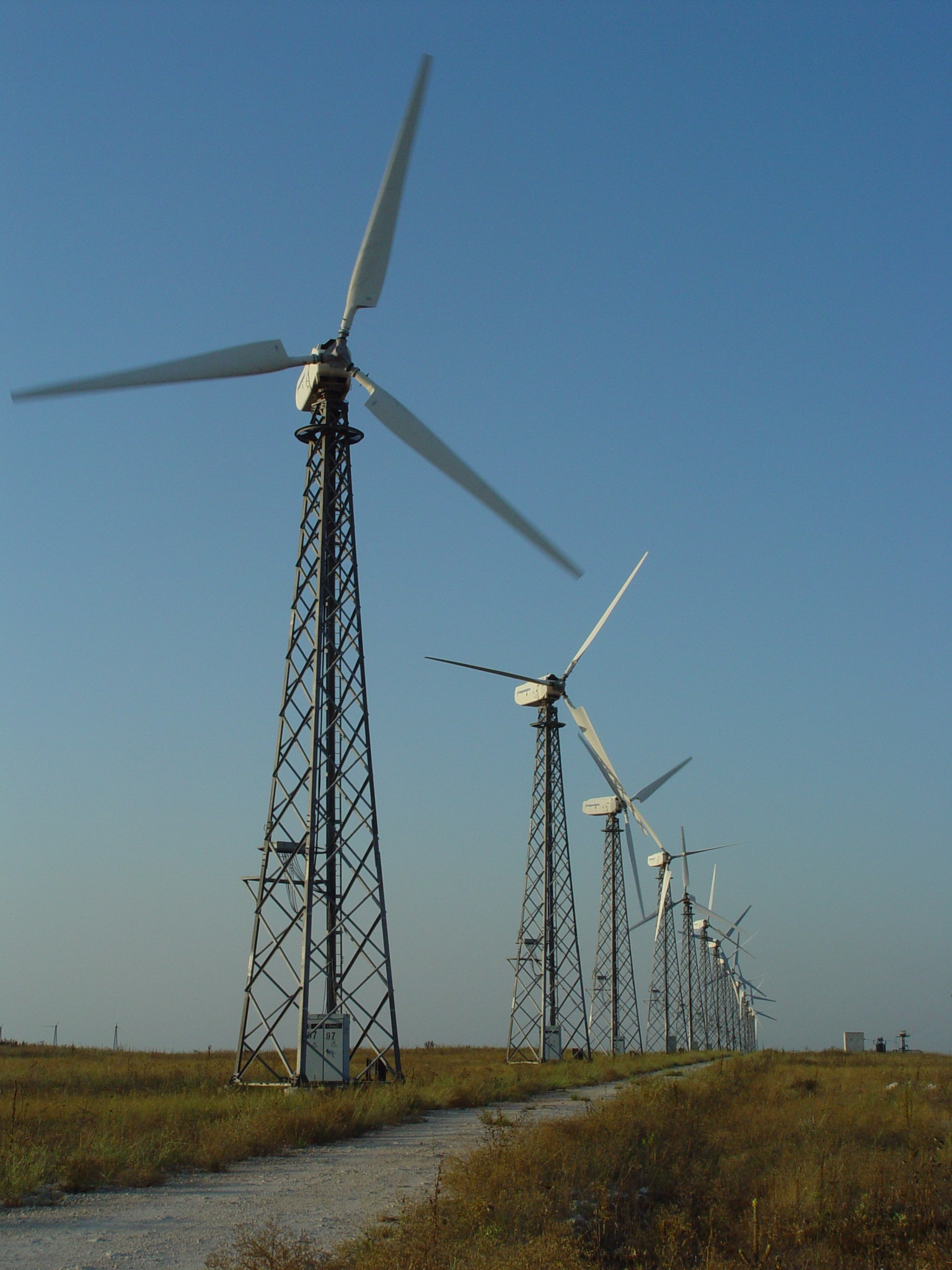
Малий вітрогенератор Тарханкутської ВЕС

На території півострова розташована Тарханкутська вітрова електростанція (45°25′12″ пн. ш. 32°45′59″ сх. д. / 45.42000° пн. ш. 32.76639° сх. д.).
Узбережжя має популярність серед туристів; стрімчасті береги західного й південного Тарханкуту популярні в аматорів дайвінгу. Затишні бухти з піщаним дном — улюблені місця відпочинку в наметах.
Територія півострова знаходиться в межах Євпаторійського району.
Поселення на Тарханкутському півострові: Чорноморське, Оленівка, Красносільське, Мар'їне, Окунівка, Громове, Знам'янське, Новосільське, Красна Поляна, Міжводне, Калинівка, Медведеве, Зайцеве, Тока, Дозорне, Водопійне, Новоіванівка, Внукове, Кузнецьке, Сніжне, Зайцеве, Хмельове, Тарханкут, Коп-Аран, Далеке, Задорне, Низівка, Сєверне, Володимирівка, Журавлівка, Зоряне, Красноярське, Ленське.

## Законодавство
- Указ Президента України № 774/2008 «Про невідкладні заходи щодо розширення мережі національних природних парків»

## Археологічні пам'ятки

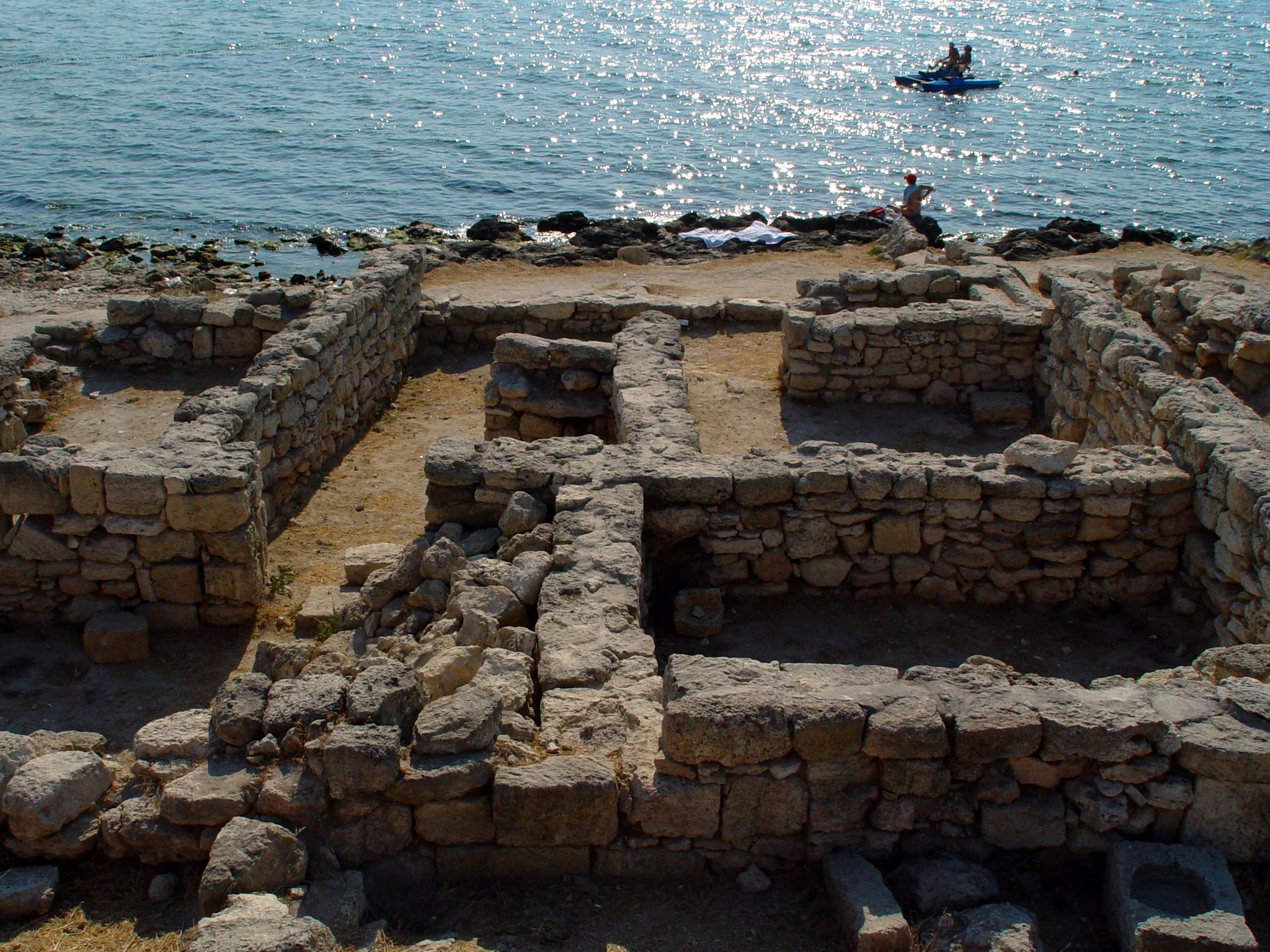
Калос-Лімен

- Античне поселення Калос-Лімен (45°30′59″ пн. ш. 32°42′45″ сх. д. / 45.51639° пн. ш. 32.71250° сх. д.), розкопки якого проводяться з 1985 р.
- Античне поселення Панське (45°33′07″ пн. ш. 32°48′51″ сх. д. / 45.55194° пн. ш. 32.81417° сх. д.)

## Російсько-українська війна
На мисі Тарханкут Росія розгорнула  3-ій радіотехнічний полк РФ, який має на озброєнні низку РЛС: «Небо-М», «Подлет-К1», тощо. Також там було розташовано позицію ЗРК С-400, які зазвичай прикривають ЗРК типу «Тор» або «Панцир».

## Статті, публікації
- Калос Лімен — Чарівна Гавань — Чорноморське
- Античне городище Панське
- Тарханкут. Креветки, медузи та голова Леніна
- На Тарханкуті створять національний парк «Чарівна гавань»

## Фотогалереї
- Фотогалерея «Тарханкут 2007—2008»